# Время летних отпусков
«Время летних отпусков» — советский фильм 1960 года режиссёра Константина Воинова по одноимённой повести Александра Рекемчука.

## Сюжет
Молодая инженер-геолог Светлана Панышко, всю зиму работавшая на месторождении нефти и мечтавшая о поездке в отпуск на юг на тёплое море, в день отъезда вдруг назначается исполняющим обязанности начальника нефтепромысла. Нефтепромысел регулярно не выполнял план по добыче, и прежний начальник ссылался на истощение нефтяного пласта. Светлана Панышко, разбираясь в сложностях геологии и своих отношениях с другом — механиком нефтепромысла Глебом Гореловым, предложившим новый способ нефтедобычи с помощью водяного давления, берёт всё в свои руки, и вместо летнего отпуска выводит неожиданно свалившееся на неё предприятие в передовые.

## В ролях
- Раиса Куркина — Светлана Ивановна Панышко, старший геолог, исполняющая обязанности заведующего промыслом
- Валентин Зубков — Глеб Горелов, старший механик, возлюбленный Светланы
- Татьяна Конюхова — Анна Горелова, оператор скважины, бывшая жена Глеба
- Иван Кузнецов — Роман Григорьевич Антонюк, парторг
- Иван Жеваго — Николай Фиппович Брызгалов, бывший начальник
- Павел Павленко — Юрий Михайлович Бородай, главный бухгалтер
- Нина Агапова — Шурочка, жена главного бухгалтера
- Павел Тарасов — Геннадий Геннадьевич Инихов, инженер-плановик
- Виктор Хохряков — Иван Евдокимович Таран, заместитель начальника треста «Печорнефть»
- Олег Туманов — Степан Ильич Уляшев, начальник Джигорского разведрайона
- Владимир Этуш — Самед Ибрагимович Мамедов, новый заведующий нефтепромысом
- Кларина Фролова-Воронцова — Анисья Даниловна, она же тётя Нися, уборщица
- Альвиан Фомин — Федя-шофёр
- Лев Борисов — Артур Габбидулин
- Александр Ильин — Генка
- Пётр Кононыхин — Пётр
- Виктор Глущенко — нефтяник
- Валентин Печников — рабочий-геолог
- Степан Борисов — Шилов

## Съёмки
Фильм снимался в городе Ухта, в массовых сценах задействованы жители города. В фильме можно узнать ухтинскую улицу имени Губкина и стадион «Строитель».
Отдельные сцены снимались в посёлке Водный, в сцене встречи вертолёта задействованы почти все жители посёлка.
Нефтепромыслел «Унь-Яга» в фильме — посёлок, нефтепровод, нефтяные вышки — является декорацией, был построен в 18 километрах от Ухты в пойме реки Чуть.